# آسیاب‌مرغ
آسیاب‌مرغ یا مرغ آسیاب (نام علمی: Acrocephalus familiaris) گونه ای از سسکان جهان قدیم از خانواده سسکان نیزار است. دارای دو زیرگونه A.f. kingi و A. f. familiaris است. دومی، مرغ آسیاب لایسان، بین سال‌های ۱۹۱۶ و ۱۹۲۳ منقرض شد. اولی، پرنده نیهوآ میلر که در بحران انقراض است، تنها نژاد باقی‌مانده است که در جزیره کوچک نیهوآ در هاوایی ساکن است، اگرچه از آن زمان دوباره به لایسان معرفی شده است. این تنها جانور جهان قدیم است که در هاوایی ʻi ʻ کلنی تشکیل داده است، اگرچه هیچ شواهد فسیلی دال بر پراکنش این گونه در فراتر از این دو جزیره وجود ندارد.
آسیاب‌مرغ پیوندهای جفت بلندمدت تشکیل می‌دهند و چندین سال از قلمروها دفاع می‌کنند. قلمروها می‌توانند به گستردگی ۰٫۹۵ هکتار (۲٫۳ جریب فرنگی) باشند، اگرچه ۰٫۱۹–۰٫۴۰ هکتار (۰٫۴۷–۰٫۹۹ جریب فرنگی) معمول‌تر است. زادآوری به‌طور متغیر از ژانویه تا سپتامبر بستگی به در دسترس بودن غذا رخ می‌دهد.